# Villa Medicea di Lappeggi

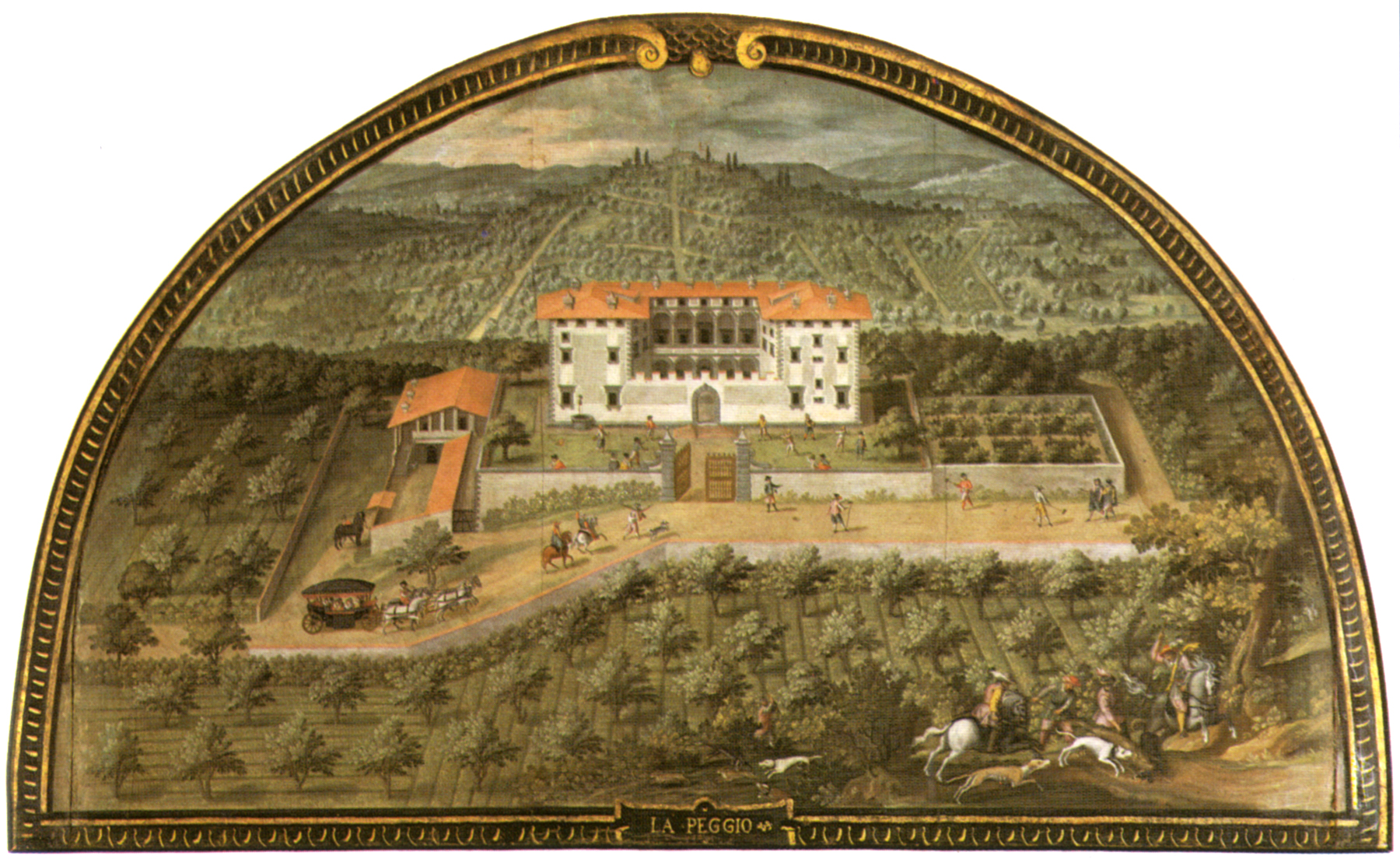
A Villa Medicea di Lappeggi numa luneta afrescada por Giusto Utens, antigamente na Villa di Artimino e actualmente no Museo di Firenze com'era, em Florença.

A Villa Medicea di Lappeggi é um antiga villa da Família Médici localizada entre as localidades de Antella e Grassina, fracções de Bagno a Ripoli, a poucos quilómetros do extremo sudeste da Comuna de Florença.

## História
A Villa di Lappeggi, também chamada de Appeggio ou La Peggio, toma o nome do alto da colina onde se ergue. Antigamente existia aqui uma residência da família Bardi, que depois de várias mudanças de proprietários, entre os quais os Bartolini Salimbeni e os Ricasoli, foi vendida por estes últimos ao Grão-duque da Toscana Francisco I de Médici em 1569. A posição da propriedade era particularmente agradável: vizinha à cidade, mas circundada por campo.

### Francisco I
Francisco entregou-a ao seu arquitecto de confiança, Bernardo Buontalenti, que a reestruturou dando-lhe a forma que se pode admirar actualmente na luneta pintada a fresco por Giusto Utens para a Sala das Villas da Villa Medicea di Artimino, entre 1599 e 1602: um edifício com a planta em forma de ferradura, com um pátio central, fechado na parte anterior por um muro ameado, com acesso através dum portão principal. A fachada principal desdobrava-se no pátio com duas galerias sobrepostas. O mesmo Utens representa algumas das distracções que se conduziam na villa: batidas de caça e jogos com a bola.
O jardim era constituído por uma parte murada com canteiros geométricos, um prado e um "pomar" com árvores de fruto, tudo circundado por um amplo campo cultivado.
Fernando I de Médici concedeu-a ao emblemático Dom António de Médici, o filho de Francisco I desconhecido da família por ser fruto da controversa relação que este manteve com Bianca Cappello. Camilla Martelli também viveu aqui por um período depois da morte de Cosme I. A villa passou em seguida para Giovanni Antonio Orsini, para regressar mais tarde aos bens da Casa Médici em 1640, quando foi concedida a Dom Matias, irmão do Grão-duque Fernando II. Esta personalidade era governador em Siena, pelo que usou a villa só ocasionalmente, e à sua morte passou ao irmão do novo Grão-duque Cosme III, o Cardeal Francisco Maria de Médici.

### O Cardeal Francisco Maria

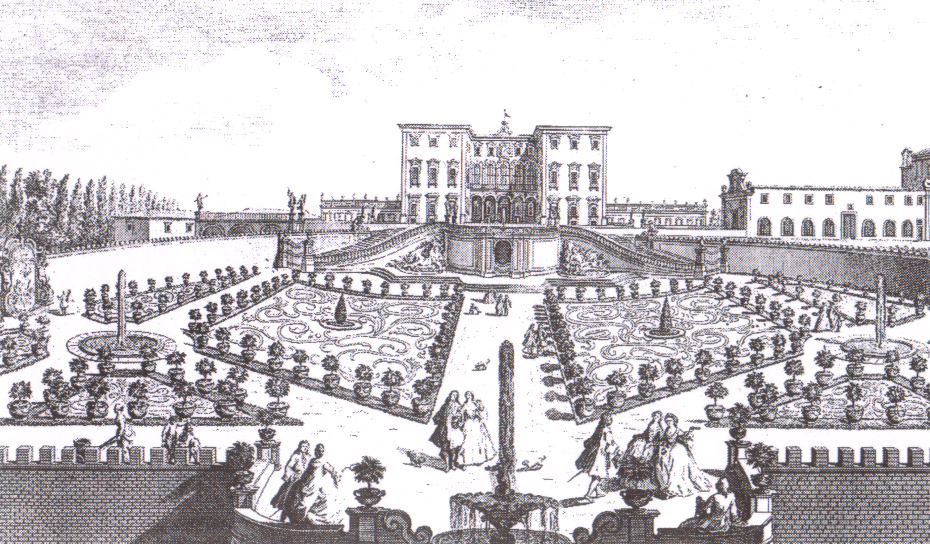
Gravura de Giuseppe Zocchi, mostrando a Villa Medicea di Lappeggi no auge do seu esplendor, no século XVIII.

O Cardeal, ao contrário do predecessor, prendeu o coração a Lappeggi e iniciou um processo de reestruturação completo. Chamou o arquitecto da Corte Antonio Maria Ferri, na intenção declarada de copiar a magnificência da Villa Medicea di Pratolino. O Cardeal escolheu o projecto mais ambicioso de Ferri, mas despendeu menos de metade do valor pedido para os trabalhos (trenta mil ducados em vez de oitenta mil), justificando que para ele era suficiente que a durasse até ao fim dos seus dias (já era sexagenário).
O jardim e o parque foram, assim, organizados cenograficamente em vários níveis, com caminhos delimitados por sebes de loureiro, plantas de citrinos, fontes, esculturas e ninfeus. A villa seria reorganizada com uma divisão em quadro pavilhões, chamados, de acordo com as cores da draparia que os revestem, de "Apartamento Amarelo"; "Turquesa"; "Encarnado" e "Verde".
O interior foi decorado pelos principais artistas do período rococó florentino: Alessandro Gherardini, Pier Dandini e o decorador Rinaldo Botti.
A villa era a sede da Corte do Cardeal, sede de banquetes, festas e divertimentos frequentemente excessivos, que bem se enquadravam num clima de decadência como o setecentista, com o Cardeal habituado a entretenimentos pouco consonantes com a púrpura cardinalícia. Este estilo de vida foi transmitido pelo poeta Giovan Battista Fagiuoli. 
Com o passar do tempo, a villa foi enriquecida, também, por um teatro, um pavilhão como Kaffeehaus e uma sala de jogo para o jeu de paume (conhecido na Itália como pallacorda). Entre os hóspedes ilustres recorda-se, em 1709, o Rei Frederico IV da Dinamarca, protagonista na cidade de um episódio embaraçoso com uma monja de clausura.
A vida despreocupada da Corte de Lappeggi foi interrompida pela morte do Cardeal, em 1710, pouco tempo depois da sua renúncia à púrpura cardinalícia e do seu infeliz matrimónio com Eleonora Gonzaga, com o qual tentou dar um herdeiro à Casa Médici, ameaçada de extinção, o que aconteceria inexoravelmente cerca de trinta anos depois. 
A descrever o aspecto da villa neste período áureo reastam algumas descrições e vistas, entre as quais uma famosa gravura do gravador Giuseppe Zocchi.

## Outros proprietários
A Villa de Lappeggi regressou às mãos do Grão-duque Cosme III, que em 1713 perde o filho destinado a suceder-lhe, Fernando, e decise oferecê-la à viúva, Violante Beatriz de Baviera. Enquanto a Casa se preparava para a extinção (o único filho varão que restava a Cosme III era João Gastão de Médici, manifestatamente homossexual), Violante reuniu na villa por um breve período eruditos, enquanto coleccionava uma série de retratos, um suave "canto do cisne" duma época que se estava a afundar para sempre.
Com a chegada dos Lorena a Florença, as villas suburbanas foram descuradas e em parte alienadas. Esta má sorte tocou, também, a Lappeggi, que em 1816 foi vendida à família Capacci. Com a demolição do último andar e a transformação do jardim em campo, fizeram-se profundas transformações que alteraram para sempre a grandeza da propriedade. A partir de então, permaneceu sempre em mãos privadas (recorda-se, também, o célebre escultor Giovanni Dupré que ali habitou a partir de 1875) até à actualidade, pelo que não está aberta ao público. Hoje em dia, do peíodo do seu máximo esplendor resta apenas a escada que se abre frente à villa e a gruta subjacente com decoração de conchas.